# Мітчелл (Орегон)
Мітчелл (англ. Mitchell) — місто (англ. city) в США, в окрузі Вілер штату Орегон. Населення — 138 осіб (2020).

## Географія
Мітчелл розташований за координатами 44°34′25″ пн. ш. 120°9′10″ зх. д. / 44.57361° пн. ш. 120.15278° зх. д. (44.573603, -120.152648).  За даними Бюро перепису населення США в 2010 році місто мало площу 3,26 км², з яких 3,26 км² — суходіл та 0,00 км² — водойми.

### Клімат
| Клімат : Мітчелл             | Клімат : Мітчелл | Клімат : Мітчелл | Клімат : Мітчелл | Клімат : Мітчелл | Клімат : Мітчелл | Клімат : Мітчелл | Клімат : Мітчелл | Клімат : Мітчелл | Клімат : Мітчелл | Клімат : Мітчелл | Клімат : Мітчелл | Клімат : Мітчелл | Клімат : Мітчелл |
| Показник                     | Січ.             | Лют.             | Бер.             | Квіт.            | Трав.            | Черв.            | Лип.             | Серп.            | Вер.             | Жовт.            | Лист.            | Груд.            | Рік              |
| Середній максимум, °C        | 5,6              | 8,3              | 12,2             | 15,6             | 20,6             | 25,0             | 30,0             | 30,0             | 25,0             | 18,3             | 9,4              | 5,6              | 17,2             |
| Середній мінімум, °C         | −4,4             | −2,8             | −0,6             | 1,1              | 4,4              | 8,3              | 11,1             | 11,1             | 6,7              | 2,2              | −1,1             | −3,9             | 2,7              |
| Норма опадів, мм             | 22               | 17               | 25               | 31               | 42               | 29               | 15               | 17               | 17               | 20               | 28               | 25               | 288              |
| ---------------------------- | ---------------- | ---------------- | ---------------- | ---------------- | ---------------- | ---------------- | ---------------- | ---------------- | ---------------- | ---------------- | ---------------- | ---------------- | ---------------- |
| Джерело: The Weather Channel |                  |                  |                  |                  |                  |                  |                  |                  |                  |                  |                  |                  |                  |

## Демографія
Згідно з переписом 2010 року, у місті мешкало 130 осіб у 61 домогосподарстві у складі 39 родин. Густота населення становила 40 осіб/км².  Було 83 помешкання (25/км²).
Расовий склад населення:
| - 92,3 % — білих - 0,8 % — корінних американців |

До двох чи більше рас належало 6,9 %. Частка іспаномовних становила 1,5 % від усіх жителів.
За віковим діапазоном населення розподілялося таким чином: 15,4 % — особи молодші 18 років, 53,8 % — особи у віці 18—64 років, 30,8 % — особи у віці 65 років та старші. Медіана віку мешканця становила 51,7 року. На 100 осіб жіночої статі у місті припадало 85,7 чоловіків;  на 100 жінок у віці від 18 років та старших — 89,7 чоловіків також старших 18 років.
Середній дохід на одне домашнє господарство  становив 47 279 доларів США (медіана — 24 688), а середній дохід на одну сім'ю — 59 729 доларів (медіана — 43 036). За межею бідності перебувало 27,0 % осіб, у тому числі 37,5 % дітей у віці до 18 років та 18,4 % осіб у віці 65 років та старших.
Цивільне працевлаштоване населення становило 58 осіб. Основні галузі зайнятості: сільське господарство, лісництво, риболовля — 34,5 %, роздрібна торгівля — 27,6 %, освіта, охорона здоров'я та соціальна допомога — 20,7 %.